# ラシュカルガー
ラシュカルガー(Lashkar Gah)(パシュトー語: لښکرګاه)は、アフガニスタン南部のヘルマンド州の州都。ヘルマンド川とArghandab川の間に位置している。荒涼とした乾燥地帯であるが、農業は行われている。

## 歴史
ラシュカルガーとはペルシア語で「軍の兵舎」を意味する。ガズナ朝の冬の都ボスト(Bost)がヘルマンド川近くに築かれ、それに付き従った兵営が川沿いに置かれた。この冬の都は、ゴール朝、チンギス・カン、ティムールと幾度と無く攻撃を受けてきた。今日でも要塞化したボストの都跡はラシュカルガーの南に残っており、近年、ラシュカルガーから遺跡への石畳の連絡路の建設も始まった。
今日のラシュカルガーの町は、アメリカのテネシー川流域開発公社をモデルに1950年代に始まったヘルマンド川流域開発公社(HVA)で働くアメリカ人技術者のために建設されたのが始まりである。従って、整然とした計画で整備されたアメリカ風の町並みが生まれた。しかし、ソ連のアフガニスタン侵攻とアフガニスタン内戦で、美しい街路樹は切り倒され、家々の芝の代わりに塀が築かれた。
1940年代から1970年代のヘルマンド川の大規模な灌漑事業は、アフガニスタン南部で最大規模の農作地を生み出した。砂漠が開墾され、人々の入植が行われた。

## 治安
2017年現在、市内はターリバーンなどによるテロ攻撃にさらされており治安が良くない状態が続いている。2017年12月後半だけでも、次のような襲撃事件が発生している。
- 12月17日 - 検問所が武装勢力により襲撃を受ける。11人が死亡。
- 12月17日 - 警察の車列に対する自動車による自爆テロが発生。2人が死亡、29人が負傷。
- 12月24日 - 道路脇の爆弾が爆発。6人が死亡、6人が負傷。
- 12月27日 - 軍車両に対する自動車による自爆テロが発生。少なくとも15人が負傷。

2021年、アメリカ軍の撤退を契機に攻勢を強めていたターリバーンが8月13日までに市内を制圧した。